# Le Mesnil-Villement
Le Mesnil-Villement är en kommun i departementet Calvados i regionen Normandie i norra Frankrike. Kommunen ligger i kantonen Falaise-Nord som ligger i arrondissementet Caen. År 2022 hade Le Mesnil-Villement 284 invånare.

## Befolkningsutveckling
Antalet invånare i kommunen Le Mesnil-Villement
Referens:INSEE